# پندکی
پندکی، روستایی از توابع بخش ذلقی شهرستان الیگودرز در استان لرستان ایران است.
این روستا جایگاه تیره بی آبی از طایفه هزاروسی ایل ذلقی می باشد .

## جمعیت
این روستا در دهستان ذلقی شرقی قرار دارد و براساس سرشماری مرکز آمار ایران در سال ۱۳۸۵، جمعیت آن ۴۶ نفر (۷خانوار) بوده‌است.